# Lucia (roman)
Pour les articles homonymes, voir Lucia.
Lucia est un roman policier français écrit par Bernard Minier, publié chez XO éditions en 2022. L'action se situe en Espagne, à Salamanque et Ségovie. L'enquête concernant un tueur en série est menée par Lucia Guerrero, lieutenante à l’Unité centrale opérationnelle de la Guardia civil.

## Intrigue
Sergio, le coéquipier de Lucia Guerrero, lieutenante de l'UCO (Unité centrale opérationnelle de la Guardia civil) à Madrid est découvert crucifié. Un seul témoin et peut-être suspect, Gabriel, avait déjà fait plusieurs séjours en hôpital psychiatrique. Par ailleurs, Salomon Borges, professeur de criminologie à l'université de Salamanque, aidé par quelques étudiants, cherche à mettre au point un logiciel nommé DIMAS, basé sur l'intelligence artificielle, dont le but est de découvrir des corrélations entre des crimes commis dans des lieux et à des dates éloignés. Pour la première fois, DIMAS trouve trois affaires criminelles non résolues et dont personne n'avait fait le rapprochement. Salomon rapproche ces trois crimes de celui du collègue de Lucia, relaté dans la presse. Il contacte la lieutenante afin de confirmer son intuition. Tous deux vont collaborer pour retrouver le coupable.

## Personnages principaux
- Lucia Guerrero : lieutenante de l'UCO (Unité centrale opérationnelle de la Guardia civil)
- Adrián Sanz : compagnon de Lucia
- Salomon Borges : professeur de criminologie à l'université de Salamanque
- Sergio Castillo Moreira : sergent de l'UCO, coéquipier de Lucia assassiné
- Gabriel Agustín Schwartz : témoin du meurtre de Sergio
- Peña : officier à l'UCO
- Arias : collègue de Lucia
- Hector Delgado : conseiller pour l'éducation de la junte de Castille-León
- César Bolcan : garde civil retraité de Graus
- Ángel Benavente : aide-ménager de César Bolcan
- Alfredo Güel : professeur de psychologie légale à l'université de Salamanque
- Alejandro Lorca : étudiant en criminologie
- Ulisses Joyce : étudiant en informatique
- Assa Diop : étudiant en criminologie
- Francisco Manuel Mélandez : tueur au marteau

## Éditions
Comme les romans précédents de l’auteur, Lucia est édité par XO éditions. Il parait le 31 mars 2022. Une édition en livre de poche sort le 6 avril 2023 aux éditions Pocket.